# Foo ji ching
Foo ji ching (父子情) é um filme de Hong Kong dirigido por Allen Fong, vencedor do Prêmio de Melhor Filme na 1.ª Cerimônia Anual dos Prêmios Cinematográficos de Hong Kong.

## Prêmios
1.ª Cerimônia Anual dos Prêmios Cinematográficos de Hong Kong
- Venceu: Melhor Filme
- Venceu: Melhor Diretor - Allen Fong